# Carlos Bacca
Carlos Arturo Bacca Ahumada (født 8. september 1986 i Puerto Colombia, Colombia) er en colombiansk fodboldspiller (angriber). Han spiller hos Villarreal CF i Spanien, udlejet fra AC Milan.
Bacca, der startede sin karriere hos den colombianske storklub Atlético Junior, flyttede i 2012 til Europa, hvor han skrev kontrakt med Club Brugge i Belgien. Et år senere skiftede han til Sevilla. I sin første sæson i Sevilla spillede Bacca sig til en fast plads på holdet, og var med til at sikre holdet en sejr i UEFA Europa League 2013-14.

## Landshold
Bacca har (pr. marts 2018) spillet 44 kampe og scoret 14 mål for Colombias landshold, som han debuterede for 11. august 2010 i et opgør mod Bolivia. Han var en del af den colombianske trup til VM i 2014 i Brasilien og til VM i 2018 i Rusland.